# Ladies European Tour 2013
Le circuit de la Ladies European Tour 2013 est le circuit européen de golf féminin qui se déroule l'année 2013, elle se tient entre février et décembre 2013. L'évènement est organisé par la Ladies European Tour dont la plupart des tournois se tiennent en Europe. La saison s'articule autour de vingt-deux tournois dont les deux tournois majeurs que sont l'Evian Masters et l'Open britannique.

## Calendrier 2013[1]
| Dates             | Tournoi                               | Vainqueur           | Gains totaux (€) |
| ----------------- | ------------------------------------- | ------------------- | ---------------- |
| 1er-3 fév.        | Volvik RACV Ladies Masters            | Karrie Webb         | 200 000          |
| 8-10 fév.         | Open de Nouvelle-Zélande              | Lydia Ko            | 200 000          |
| 14-17 fév.        | Open d'Australie                      | Jiyai Shin          | 900 000          |
| 7-10 mars         | Championnats du monde de golf féminin | Suzann Pettersen    | 376 159          |
| 28-31 mars        | Lalla Meryem Cup                      | Ariya Jutanugarn    | 325 000          |
| 19-21 avr.        | Open d'Afrique du Sud                 | Marianne Skarpnord  | 290 000          |
| 9-12 mai          | Turkish Airlines Ladies Open          | Lee-Anne Pace       | 250 000          |
| 24-26 mai         | Deloitte Ladies Open                  | Holly Clyburn       | 250 000          |
| 30 mai-2 juin     | UniCredit Ladies German Open          | Charley Hull        | 350 000          |
| 20-23 juin        | Allianz Ladies Slovak                 | Gwladys Nocera      | 250 000          |
| 18-21 juil.       | Open d'Espagne                        | Lee-Anne Pace       | 350 000          |
| 26-28 juil.       | ISPS Handa Ladies European Masters    | Karrie Webb         | 400 000          |
| 1er-4 août        | Open britannique                      | Stacy Lewis         | 1 920 130 $      |
| 9-11 août         | HONMA Pilsen Golf Masters             | Ann-Kathrin Lindner | 250 000          |
| 30 août-1er sept. | Open d'Écosse                         | Catriona Matthew    | 220 000          |
| 5-5 sept.         | Open d'Helsingborg                    | Rebecca Artis       | 250 000          |
| 12-12 sept.       | The Evian Championship                | Suzann Pettersen    | 2 496 170        |
| 26-29sept.        | Open de France Féminin                | Azahara Muñoz       | 250 000          |
| 28-27 oct.        | Sanya Ladies Open                     | Lee-Anne Pace       | 300 000          |
| 1er-3 nov.        | Suzhou Taihu Ladies Open              | Gwladys Nocera      | 400 000          |
| 28-30 nov.        | Hero Women's Indian Open              | Thidapa Suwannapura | 230 415          |
| 4-7 déc.          | Omega Dubai Ladies Masters            | Thidapa Suwannapura | 220 000          |

## Résultats
La Norvégienne Suzann Pettersen remporte l'Ordre du mérite européen 2013 avec 518 448 euros de gains, devant la Sud-Africaine Lee-Anne Pace et l'Américaine Lexi Thompson. La Française Gwladys Nocera est 4e de cet ordre du mérite 2013 avec 221 287 euros de gains.
| Rang | Joueuse          | Pays           | Gains (€) |
| ---- | ---------------- | -------------- | --------- |
| 1    | Suzann Pettersen | Norvège        | 518 449   |
| 2    | Lee-Anne Pace    | Afrique du Sud | 250 927   |
| 3    | Lexi Thompson    | États-Unis     | 228 794   |
| 4    | Gwladys Nocera   | France         | 221 288   |
| 5    | Carlota Ciganda  | Espagne        | 173 329   |
| 6    | Charley Hull     | Angleterre     | 135 994   |
| 7    | Holly Clyburn    | Angleterre     | 116 101   |
| 8    | Beatriz Recari   | Espagne        | 114 936   |
| 9    | Shanshan Feng    | Chine          | 106 166   |
| 10   | Valentine Derrey | France         | 97 685    |

## Référence
1. ↑  Calendrier saison 2013 - site du LET
2. ↑  Ordre du mérite européen 2013 - site du LET